# Montreuil-sur-Maine
Montreuil-sur-Maine är en kommun i departementet Maine-et-Loire i regionen Pays de la Loire i nordvästra Frankrike. Kommunen ligger i kantonen Le Lion-d'Angers som tillhör arrondissementet Segré. År 2022 hade Montreuil-sur-Maine 792 invånare.

## Befolkningsutveckling
Antalet invånare i kommunen Montreuil-sur-Maine
| Referens: INSEE |